# The Cinema Guild
The Cinema Guild es una empresa de distribución cinematográfica estadounidense. Creada en 1968 por Philip y Mary-Ann Hobel, productores conocidos por su trabajo en documentales o por la película Tender Mercies, la compañía se ha especializado en la distribución de documentales y películas de ficción (largometrajes y cortometrajes), ofreciendo distribución en todos los  mercados y sectores: educativos, teatrales y no teatrales, televisión, cable, internet y vídeo casero. En marzo de 2009, Cinema Guild lanzó su propia marca de vídeo casero. La compañía estrenó su primera película en Blu-ray, titulada Marwencol, en 2011.
Importantes directores han elegido Cinema Guild para su distribución, como Claire Denis, Jacques Rivette, Agnès Varda, Pedro Costa, Béla Tarr, Hong Sang-soo, Aleksandr Sokúrov, y Nuri Bilge Ceylan. El distribuidor también ha trabajado en el cine independiente de EE. UU., con directores de cine como Andrew Bujalski, Jem Cohen y Matthew Porterfield.

## Estrenos (selección)
- 24 City (Jia Zhangke, 2008)
- 35 Shots of Rum (Claire Denis, 2008)
- The Beaches of Agnès (Agnès Varda, 2008)
- Jerichow (Christian Petzold, 2008)
- The Order of Myths (Margaret Brown, 2008)
- Our Beloved Month of August (Miguel Gomes, 2008)
- Shirin (Abbas Kiarostami, 2008)
- Around a Small Mountain (Jacques Rivette, 2009)
- Beeswax (Andrew Bujalski, 2009)
- The Betrayal – Nerakhoon (Ellen Kuras, 2009)
- Change Nothing (Pedro Costa, 2009)
- Everyone Else (Maren Ade, 2009)
- Sweetgrass (Lucien Castaing-Taylor y Ilisa Barbash, 2009)
- Aurora (Cristi Puiu, 2010)
- Marwencol (Jeff Malmberg, 2010)
- Putty Hill (Matthew Porterfield, 2010)
- The Strange Case of Angelica (Manoel de Oliveira, 2010)
- The Day He Arrives (Hong Sang-soo, 2011)
- Once Upon a Time in Anatolia (Nuri Bilge Ceylan, 2011)
- Patience (After Sebald) (Grant Gee, 2011)
- The Turin Horse (Béla Tarr y Ágnes Hranitzky, 2011)
- Two Years at Sea (Ben Rivers, 2011)
- Planet of Snail (Yi Seung Jun, 2012)
- Neighbouring Sounds (Kleber Mendonça Filho, 2012)
- Step Up to the Plate (Paul Lacoste, 2012)
- The Law in These Parts (Ra'anan Alexandrowicz, 2012)
- Night Across the Street (Raúl Ruiz, 2012)
- Leviathan (Lucien Castaing-Taylor y Véréna Paravel, 2012)
- Andre Gregory: Before and After Dinner (Cindy Kleine, 2013)
- Museum Hours (Jem Cohen, 2012)
- Viola (Matías Piñeiro, 2013)
- The Last Time I Saw Macao (João Pedro Rodrigues y João Rui Guerra da Mata, 2013)
- Cousin Jules (Dominique Benicheti, 2013)
- Manakamana (Stephanie Spray, Pacho Velez, 2013)
- What Now? Remind Me (Joaquim Pinto, 2013)
- Norte, the End of History (Lav Diaz, 2013)
- Stray Dogs (Tsai Ming-liang, 2013)
- Actress (Robert Greene, 2014)
- Maidan (Sergei Loznitsa, 2014)
- When Evening Falls on Bucharest or Metabolism (Corneliu Porumboiu, 2015)
- Jauja (Lisandro Alonso, 2015)
- Because I Was a Painter (Christophe Cognet, 2015)
- About Elly (Asghar Farhadi, 2015)
- The Princess of France (Matías Piñeiro, 2015)
- Horse Money (Pedro Costa, 2015)
- Counting (Jem Cohen, 2015)
- Starless Dreams (Mehrdad Oskouei, 2017)
- In Pursuit of Silence (Patrick Shen, 2017)
- The Wrong Light (Josie Swantek Heitz and Dave Adams, 2017)
- La muerte de Luis XIV (Albert Serra, 2017)
- 4 Days in France (Jérôme Reybaud, 2017)
- En la playa sola de noche (Hong Sang-soo, 2017)
- La cámara de Claire (Hong Sang-soo, 2017)